# هانوا ایروسپیس
هانوا ایروسپیس (به کره‌ای: 한화에어로스페이스) شرکت صنایع هوافضایی کره‌ای است، که به‌عنوان شرکت تابعه‌ای از گروه هانوا فعالیت می‌کند. 
این شرکت در سال ۱۹۷۷ توسط شرکت سامسونگ الکترونیکس و تحت عنوان سامسونگ پرسیژن تأسیس شد. در سال ۱۹۷۹ شرکت با تولید تجهیزات توربین گازی به کسب‌وکار موتور هواگرد ورود کرد، سپس در سال ۲۰۰۰ نام آن به سامسونگ تکوین تغییر یافت.
گروه هانوا هم‌اکنون دارای عملیات در آسیا، خاورمیانه، اروپا، آفریقا، اقیانوسیه، آمریکای شمالی و جنوبی می‌باشد.
دفتر مرکزی این شرکت در شهر چانگ‌وون، کره جنوبی قرار دارد و بخشی از سهام آن در بازار بورس کره معامله می‌شود.

## زیرمجموعه‌ها
- هانوا لند سیستمز
- هانوا پاور سیستمز
- هانوا پرسیژن مشنری
- هانوا تکوین
- هانوا سیستمز